# Fleurey-lès-Saint-Loup
Fleurey-lès-Saint-Loup – miejscowość i gmina we Francji, w regionie Burgundia-Franche-Comté, w departamencie Górna Saona.
Według danych na rok 1990 gminę zamieszkiwały 154 osoby, a gęstość zaludnienia wynosiła 44 osoby/km² (wśród 1786 gmin Franche-Comté Fleurey-lès-Saint-Loup plasuje się na 590. miejscu pod względem liczby ludności, natomiast pod względem powierzchni na miejscu 921.).